# Monticello (Utah)
Monticello je správní město okresu San Juan County ve státě Utah. K roku 2000 zde žilo 1 958 obyvatel. S celkovou rozlohou 6,7 km² byla hustota zalidnění 292,3 obyvatel na km².